# Simon Peyton Jones
Simon Peyton Jones (né en 1958 en Afrique du Sud) est un informaticien britannique faisant de la recherche sur la mise en œuvre et les applications des langages de programmation fonctionnelle, et particulièrement ceux à évaluation paresseuse.
Peyton Jones a reçu son diplôme de Trinity College (Cambridge) en 1980, et a travaillé dans l'industrie pendant deux ans avant de devenir professeur à l'University College de Londres et à l'Université de Glasgow. Il a travaillé pendant 21 ans dans la division de recherche de Microsoft. Il est marié à la révérende Dorothy Peyton Jones, de l'Église d'Angleterre.
Il a été un contributeur majeur à la conception du langage de programmation Haskell et il est le principal concepteur du Glasgow Haskell Compiler. Il a aussi participé au langage intermédiaire C--. Il a été un contributeur majeur du livre Cybernauts Awake qui explore les implications éthiques et spirituelles de l'Internet.
De 1998 à 2021 il a occupé un poste de chercheur au sein de Microsoft Research à Cambridge, en Angleterre. Puis, en Décembre 2021, il a rejoint Epic Games afin de contribuer au développement d'un nouveau langage nommé Verse.